# إلفيرا فينيا
إلفيرا فينيا (بالإنجليزية: Elvira Vigna) (1947، ريو دي جانيرو في البرازيل - 10 يوليو 2017، ساو باولو في البرازيل)؛ صحفية، كاتِبة وروائية برازيلية.

## روابط خارجية
- إلفيرا فينيا على موقع IMDb (الإنجليزية)